# Teiho Shimamura
Teiho Shimamura (jap. 島村 鼎甫 Shimamura Teiho; ur. w 1830 w wiosce Numa, w prowincji Bizen (ob. część miasta Okayama, zm. w 1881) – japoński lekarz.
Urodził się w 1830 roku jako drugi syn Koana Tsuge, gdy miał cztery lata, został adoptowany przez rodzinę Shimamura. W wieku 23 lat rozpoczął naukę holenderskiego w szkole Tekijuku (prywatna szkoła zachodniej nauki, założona w 1838 roku przez Kōana Ogatę). Następnie przeniósł się do Edo i podjął pracę tłumacza książek z holenderskiego na japoński. W 1866 przetłumaczył podręcznik fizjologii D. Lubacha i podręcznik chirurgii S.D. Grossa. W 1868 został profesorem w szkole medycznej, przekształconej później w Uniwersytet Tokijski. W początkach okresu Meiji przetłumaczył wiele innych książek z angielskiego na japoński. Zmarł w 1881 roku.